# Viktor Zalar
Viktor Zalar, slovenski novinar in prevajalec, * 18. november 1882, Ljubljana, † 25. september 1940, Ljubljana.

## Življenje in delo
Zalar je v rojstnem mestu  obiskoval osnovno šolo in od 1893–1902 klasično gimnazijo. Na filozofski fakulteti v Pragi je študiral filozofijo in sociologijo, poslušal pa tudi druga predavanja.
Že kot študent je pisal v časopisa Omladina in Svobodna misel. Ko se je vrnil v Ljubljano, je bil pozimi 1909/1910 član »bohemske bratovščine«. Zaposlil se je v uredništvu Slovenskih novic in pisal politične uvodnike, potem bil uradnik v tovarni Kolinska v Ljubljani. Spremljal in podpiral je dijaško protiavstrijsko gibanje Preporod, bil član Ruskega krožka, poučeval dijake češčino. Leta 1914 je bil med ustanovitelji teoretičnega glasila jugoslovanskega gibanja Glas juga v katerem so članke objavljali Slovenci, Hrvati in Srbi.  Na procesu proti preporodovcem decembra 1914 je bil zaradi Glasa juga obsojen na mesec dni zapora.
Zalar je poleg dela pri časopisju tudi prevajal prozo in poezijo iz češčine. Za SNG Ljubljana je prevedel libreta operet Slovaška princeza (R. Piskáček, 1919; z Ivanom Lahom) in Madame Favart (J. Offenbach, 1919)  ter opero Vaška šola (Felix Weingartner, 1921).